# 長崎県島原病院
長崎県島原病院（ながさきけんしまばらびょういん）は、長崎県島原市に所在する長崎県病院企業団が開設運営する医療機関（病院）である。旧長崎県立島原病院。

## 沿革
- 1966年（昭和41年）1月 - 長崎県立島原温泉病院として開院。リハビリテーション専門病院として開設され、療育部（諫早整肢療育園島原分園）が併設された。
- 1982年（昭和57年）3月 - 療育部を廃止。
- 1983年（昭和58年） - 救急告示病院指定。
- 2002年（平成14年） - 隣接地に新築移転し、長崎県立島原病院に改称。
- 2009年（平成21年）4月 - 長崎県から長崎県病院企業団に経営委譲され、現在の名称となる。

## 診療科目
総合内科、消化器内科、呼吸器内科、循環器内科、血液内科、外科、整形外科、脳神経外科、麻酔科、放射線科、小児科、泌尿器科、眼科（休診）、皮膚科（休診）、耳鼻咽喉科、リハビリテーション科

## 指定・認定
＜病院機能＞
- 厚生労働省　がん診療連携拠点病院
- 厚生労働省　臨床研修指定病院
- 長崎県　第二種感染症指定医療機関
- 長崎県　救急告示病院
- 長崎県　災害拠点病院
- 長崎県　地域医療支援病院
- 長崎県　地域脳卒中センター
- 長崎県　ＤＭＡＴ指定病院
- 長崎県　腎臓移植推進協力病院
- 日本医療機能評価機構認定(一般200床以上500床未満:Ver6.0)

＜学会認定＞
- 日本内科学会教育関連施設
- 日本消化器病学会専門医制度認定施設
- 日本呼吸器学会認定施設
- 日本呼吸器内視鏡学会認定施設
- 日本循環器学会専門医研修関連施設
- 日本臨床腫瘍学会認定研修施設
- 日本アレルギー学会専門医準教育研修施設
- 日本外科学会外科専門医制度修練施設
- 日本消化器外科学会専門医制度修練施設
- 日本大腸肛門病学会認定施設
- 日本乳癌学会関連施設
- 日本整形外科学会専門医制度研修施設
- 日本脳卒中学会研修教育病院
- 日本脳神経外科学会研修施設
- 日本泌尿器科学会専門医教育施設
- 日本麻酔科学会麻酔科認定病院
- 日本ペインクリニック学会専門医指定研修施設
- 日本医学放射線学会放射線科専門医修練機関
- 日本放射線腫瘍学会認定協力施設
- 日本病理学会研修登録施設
- 日本静脈経腸栄養学会ＮＳＴ稼動施設
- 日本理学療法士協会生涯学習制度（新人教育プログラム）臨床指導施設

## 病院建物について
- 竣工 - 2001年8月
- 建築面積 - 4,483平方メートル
- 延床面積 - 19,906平方メートル
- 構造 - 鉄骨鉄筋コンクリート造地上5階、地下1階建て（塔屋有）
- 屋根上への雨水を貯留利用する雑用水給水設備が設けられた[1]。

## 交通アクセス
- 島原鉄道島原港駅下車、徒歩3分。
- 島鉄バス「島原病院」停留所下車。